# Ernest Hosler
Ernest Joseph Hosler (* 1932 in England; † 1992 in Devon, England) war ein britischer Filmeditor.

## Leben
Hoslers Wirken im Bereich Filmschnitt beschränkt sich auf die Jahre 1956 bis 1971. Im Jahr 1956 trat er erstmals als Schnittassistent in Erscheinung. Ab 1959 war er für einige Jahre als dubbing editor (Synchron-Editor) tätig; ab 1961 als eigenständiger Filmeditor. Ein Höhepunkt seiner Karriere war die Beteiligung an dem Agentenfilm James Bond 007 – Feuerball im Jahre 1965.

## Filmografie (Auswahl)
- 1961: Diamanten an Bord  (Hunted in Holland)
- 1962: Hundert Stunden Angst (Mix Me a Person)
- 1965: James Bond 007 – Feuerball (Thunderball)
- 1966: Honigmond 67 (The Family Way)
- 1966: Der Haftbefehl (Nobody Runs Forever)
- 1968: Sturm auf die eiserne Küste (Attack on the Iron Coast)